# Joaquim Chancho Cabré
Joaquim Chancho Cabré (Riudoms, Baix Camp, 1943) és un pintor català relacionat amb els moviments internacionals d'abstracció geomètrica i minimalisme. Autor de pintures, llibres d'artista, dibuixos i gravats. "Una llarga trajectòria de més de trenta anys l'ha convertit en un dels artistes abstractes més sòlids del panorama espanyol" S'ha dedicat a la docència com a professor de Pintura de la Facultat de Belles Arts de la Universitat de Barcelona.

## Biografia
Va iniciar la seva formació a Reus, a l'Escola del Treball, i el 1962 va ingressar a l'Escola Superior de Belles Arts de Sant Jordi de Barcelona, amb el suport de la Beca Antoni Pedrol Rius, administrada pel Centre de Lectura de Reus. Va ampliar estudis a París i el 1968 entrà com a Professor Ajudant a Belles Arts. Des de 1973 va ser Professor Titular de Pintura de la Facultat de Belles Arts de la Universitat de Barcelona. Es va doctorar el 1993 amb la tesi La Pintura Pintada i el 2002 fou nomenat Catedràtic. Entre 1987 i 1997 va col·laborar com a professor a l'Escola Eina de Barcelona.
En el camp artístic s'ha dedicat a la pintura i l'obra gràfica. Resident a La Floresta (Sant Cugat del Vallès) i a Barcelona, va treballar molts anys al seu taller prop del Mercat de Santa Caterina de Barcelona i al del Pla de Santa Maria (Alt Camp), on ha passat els estius des dels anys noranta. Des del 2000 té el taller i l'arxiu al Poblenou de Barcelona.

## Obra
Com a pintor ha configurat un llenguatge i un estil personals. La trajectòria enllaça amb la tradició abstracta internacional atenent a dos criteris principals: el del predomini del gest i el de l'ordenació racional de la composició. La diversitat de formes de la seva pintura entren de ple en el domini que s'anomena "geometria humana". Chancho és un pintor que es mou entre l'abstracció geomètrica i la gestual, aquesta darrera acotada per la repetició de signes dins de pautes o espais definits. Relacionat amb moviments minimalistes com ara l'anomenat "Supports-surfaces" que centren l'interès de la pintura en els efectes de la pinzellada i del color sobre l'espai pictòric. S'eviten la representació, el simbolisme i els significats explícits.
| « | La geometria li ha servit de fonament pel seu projecte artístic però no ha estat un cànon al qual recórrer sinó un conjunt de sistemes vius, oberts, orgànics, aptes per a la transformació del propi llenguatge, a més d'un poderós estímul per treballar i evolucionar. Rosa Queralt. | » |

El procés de treball sol ser seqüencial, crea unes pautes lineals geomètriques sobre les que situa signes cal·ligràfics, línies controlades o traços de gestualitat lliure -signes que varien en les diferents etapes de la seva trajectòria-. Igualment treballa amb trames perpendiculars o romboidals, encreuaments de línies que es poden superposar, obrir, tancar, contraure o expandir, seguint les decisions del procés de treball. En el procediment, el temps o "tempo" té una gran importància perquè determina el ritme de les modificacions i el sentit de les superposicions. Sembla retrocedir en el procés, quan rasca i treu matèria per recuperar colors de capes anteriors de pintura, o per arribar fins a la tela, punt de partida inicial.
| « | La meva pintura no vol representar res en concret, cap objecte, cap cosa; més ben dit, vol prescindir d'imatges visuals significatives, malgrat que la relació entre el signe i el significat sigui indisoluble -la pintura encara té els seus problemes específics que no van resoldre els models que van sorgir de la lingüística estructural-. Començo probablement de la mateixa manera com ho fa el músic, tocant dues o tres notes i tot seguit, quinze, vint o cinquanta, o sigui una primera línia, un primer traç i posteriorment molts més. Com passa també amb la música, a partir d'aquesta primera nota, aquest primer traç, cada intervenció nova serà la conseqüència de la retroacció entre la imatge mental inicial -la idea- i el registre sobre la tela dels materials que s'utilitzen, i així successivament una vegada i una altra fins que s'arriba a un resultat final diferent dels plantejaments inicials. | » |

 Joaquim Chancho ha fet llargues sèries de dibuixos, aquarel·les i gravats damunt paper i pintures acríliques o a l'oli damunt tela. Ha realitzat obres de gran mida i format conjunts agrupant-les en díptics o tríptics. Entre els suports predominen els quadrats, formats base en moltes sèries de pintures. Els darrers anys ha presentat murals efímers pintats al mateix lloc d'exposició, en unes accions de caràcter performatiu. Igualment ha exposat grans composicions murals formades per l'agrupació de petits papers amb pintures o dibuixos originals, normalment variants de composicions basades en línies radials o poligonals.
En totes les etapes ha produït llibres d'artista i llibres de codi experimental. Van ser minimalistes als anys setanta, objectuals i expressius en els vuitanta, època en què va crear llibres d'exemplar únic i va experimentar amb molts diversos materials, formats i suports. A partir de la introducció del dibuix assistit per ordinador, ha creat llibres autoeditats, centrats en variacions de línies i colors que configuren camps i formes geomètriques. L'any 2016 va fer donació a la Bibiloteca de la Facultat de Belles Arts de trenta-un llibres d'artista, datats entre 1973 i 2015.
La seva obra és present en diferents museus i col·leccions: Col·lecció d'Art Contemporani de la Fundació La Caixa, Barcelona; Fundació Sunyol. Barcelona; Fundació Vila Casas, Barcelona; MACBA Museu d'Art Contemporani de Barcelona; Centro de Arte Contemporáneo, Las Palmas de Gran Canaria; Stedelijk Museum, Amsterdam; Museo de Arte Contemporáneo. Patio Herreriano, Valladolid; Museu de Valls; Museu d'Art Modern de Tarragona.

## Exposicions (selecció d'individuals)
Ha exposat a galeries, fires internacionals, museus i centres d'art contemporani. D'entre les moltes col·lectives, cal remarcar la participació en l'exposició "Superfície i color. Pintura dels setanta a Barcelona" al MACBA, comissariada per Valentí Roma i Elvira Maluquer. El projecte va presentar els pintors més importants de dues generacions, representants de la superació de l'informalisme, basats en l'abstracció, l'experimentació cromàtica i el tractament de les superfícies, amb artistes com: Albert Ràfols Casamada, Joan Hernàndez Pijoan, Alfons Borrrell, Robert Llimós, José Manuel Broto o Xavier Grau.
Ha realitzat més de vuitanta exposicions individuals de les quals destaquen:

### A Galeries d'Art
- S.T. Galeria Ciento, Barcelona 1978,1984 i 1986.
- «Joaquim Chancho», Galeria Barcelona, Barcelona, 1990,1995, 1997 i 2000
- «Joaquim Chancho», Galeria Senda, Barcelona, 2003 i 2007.
- «Drawing on the Wrong Side of the Brain», Haim Chanin Fine Arts, Nova York, 2006.
- «Deixeu-me tancar la finestra», Galeria Joan Prats, Barcelona, 2012.
- «Paintings», Artlife Space Gallery, Shanghai, Xina, 2016.
- «Pintures», Gallerie Floss und Schultz, Colònia, Alemània, 2017.
- "En blanc i negre", Galeria Anna Mas, Barcelona. 2019.

### A Museus i Centres d'Art Contemporani
- «Tempo 1995-1998», Centre d'Art Santa Mónica, Barcelona, 1999.
- «Tiempo sobre tiempo», CAB. Centro de Arte Caja Burgos, Burgos, 2004.
- Centre d'Art Tecla Sala, L'Hospitalet de Llobregat, 2005 i 2014.
- «Joaquim Chancho. Pintat al Pla», Museu de Valls, 2013.
- «Joaquim Chancho a col·leccions de Tarragona», Museu d'Art Modern de la Diputacio de Tarragona, 2013.

## Premis
1966, beca "Amigó Cuyas" de paisatge, Barcelona. 1969, beca "Fundació d'Art Castellblanc", Barcelona. El 1973, beca "Fundació Juan March", Madrid. 1987, Primer Premi de la Biennal d'Art de la Diputació de Tarragona. 2019, Premi Arts FAD Reconeixement.